# Du, som låter mig erfara
Du, som låter mig erfara är en kristen psalm. Texten är skriven av Samuel Ödmann.

## Publicerad i
- 1819 års psalmbok, som nummer 290 under rubriken "Kristligt sinne och förhållande - I allmänhet: Förhållandet till oss själva och nästan: Måttlighet och nykterhet".